# Aisha Dee
Aisha Dee (Gold Coast, 13 settembre 1993) è un'attrice australiana.

## Biografia
Vive con la madre e la sorella minore, e nel 2011 si è trasferita a Los Angeles.

## Carriera
Aisha Dee ottiene il primo ruolo da attrice nel 2008, quando recita nella serie televisiva australiana Saddle Club. Dopo aver recitato nel film per la televisione Skyrunners nel 2009 e nella serie televisiva australiana Le sorelle fantasma nel 2010, ottiene il ruolo di Mackenzie nella sitcom americana I Hate My Teenage Daughter. Nel 2017 ottiene il ruolo di Kat nella serie tv di Freeform The Bold Type insieme a Katie Stevens e Meghann Fahy.

## Filmografia

### Cinema
- TheCavKid (2015)
- The Nowhere Inn (2020)
- Linee parallele (Look Both Ways), regia di Wanuri Kahiu (2022)

### Televisione
- Saddle Club (The Saddle Club) - serie TV, 23 episodi (2008-2009)
- Skyrunners, regia di Ralph Hemecker - film TV (2009)
- Le sorelle fantasma (Dead Gorgeous) - serie TV, 13 episodi (2010)
- I Hate My Teenage Daughter – serie TV, 13 episodi (2011-2013)
- Terra Nova - serie TV, episodi 1x01-1x02 (2011)
- Chasing Life – serie TV, 34 episodi (2014)
- Baby Daddy – serie TV, 1 episodio (2015)
- Comedy Bang! Bang! - serie TV, 1 episodio (2015)
- Sweet/Vicious - serie TV, 10 episodi (2016-2017)
- The Bold Type - serie TV, 52 episodi (2017-2021)
- Channel Zero - serie TV, 6 episodi (2017)
- Ghosting: The Spirit of Christmas, regia di Theresa Bennett – film TV (2019)
- Safe Home, regia di Stevie Cruz-Martin – miniserie TV (2022)
- Apple Cider Vinegar, regia di Jeffrey Walker – miniserie TV (2025)

## Doppiatrici italiane
Nelle versioni in italiano delle opere in cui ha recitato, Aisha Dee è stata doppiata da:
- Veronica Puccio in Terra Nova, Skyrunners
- Eleonora Reti in Le sorelle fantasma
- Rossa Caputo in Chasing Life
- Giulia Catania in The Bold Type
- Benedetta Degli Innocenti in Channel Zero
- Valentina Perrella in Sissy
- Chiara Fabiano in Apple Cider Vinegar

## Riconoscimenti
- Teen Choice Awards
  - 2017 - Candidatura alla Choice Summer TV Star per The Bold Type
  - 2018 - Candidatura alla Choice Summer TV Star per The Bold Type